# VIII Giochi dell'Impero e del Commonwealth Britannico
Gli VIII Giochi dell'Impero e del Commonwealth Britannico si tennero a Kingston (Giamaica) tra il 4 ed il 13 luglio 1966. Vi parteciparono 34 nazioni, 22 delle quali ottennero almeno una medaglia, con un totale di 1316 atleti impegnati.

## Sport
I Giochi dell'Impero e del Commonwealth Britannico del 1966 hanno compreso un totale di 10 sport. Le discipline generali affrontate dagli atleti sono state le seguenti:
- Atletica leggera
- Badminton
- Ciclismo
  -  Ciclismo su strada
  -  Ciclismo su pista
- Lotta
- Pugilato
- Scherma
- Sollevamento pesi
- Sport acquatici
  -  Nuoto
  -  Tuffi
- Tiro
  - Pistola
  - Fucile

## Nazioni partecipanti
Le nazioni partecipanti sono state (in grassetto quelle che hanno partecipato per la prima volta):

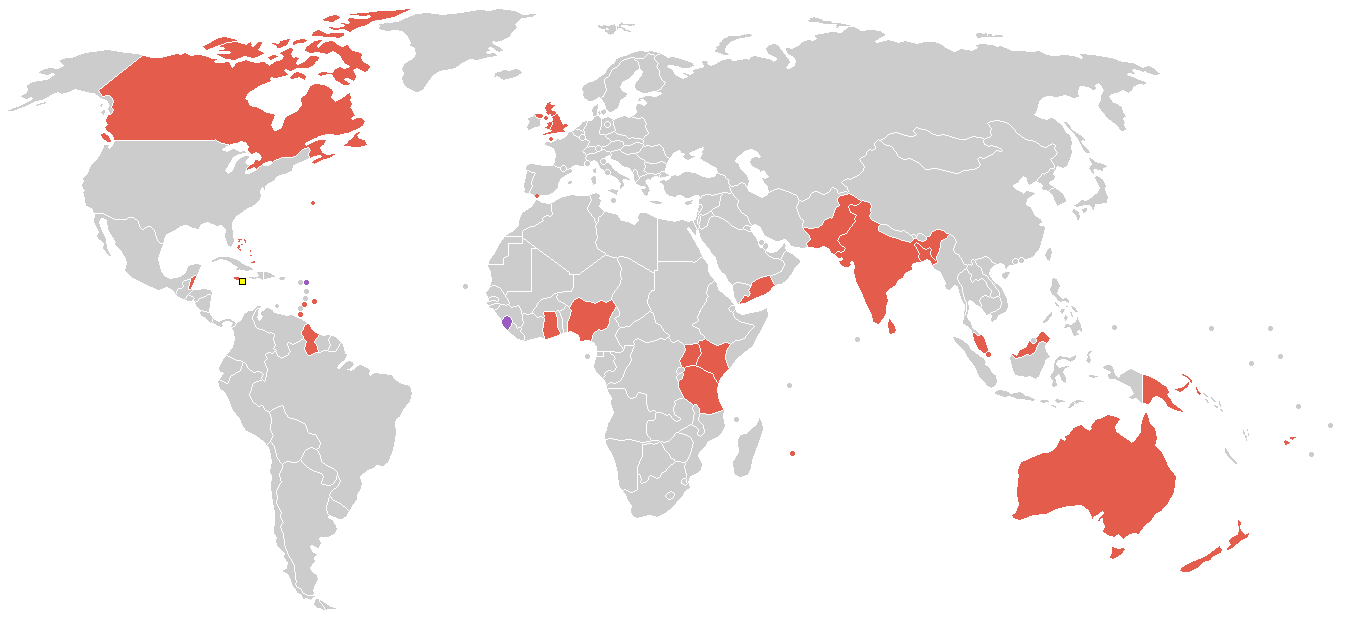
Nazioni partecipanti

- Antigua e Barbuda
- Australia
- Bahamas
- Barbados
- Bermuda
- Honduras Britannico
- Canada
- Ceylon
- Inghilterra
- Figi
- Ghana
- Gibilterra
- Guyana
- India
- Isola di Man
- Giamaica
- Isola di Jersey
- Kenya
- Malaysia
- Mauritius
- Nuova Zelanda
- Nigeria
- Irlanda del Nord
- Pakistan
- Papua Nuova Guinea
- Saint Vincent e Grenadine
- Scozia
- Sierra Leone
- Singapore
- Arabia Meridionale
- Trinidad e Tobago
- Uganda
- Galles

## Medagliere
| Posiz. | Nazione            | Oro | Argento | Bronzo | Totale |
| ------ | ------------------ | --- | ------- | ------ | ------ |
| 1      | Inghilterra        | 33  | 24      | 23     | 80     |
| 2      | Australia          | 23  | 28      | 22     | 73     |
| 3      | Canada             | 14  | 20      | 23     | 57     |
| 4      | Nuova Zelanda      | 8   | 5       | 13     | 26     |
| 5      | Ghana              | 5   | 2       | 2      | 9      |
| 6      | Trinidad e Tobago  | 5   | 2       | 2      | 9      |
| 7      | Pakistan           | 4   | 1       | 4      | 9      |
| 8      | Kenya              | 4   | 1       | 3      | 8      |
| 9      | India              | 3   | 4       | 3      | 10     |
| 10     | Nigeria            | 3   | 4       | 3      | 10     |
| 11     | Galles             | 3   | 2       | 2      | 7      |
| 12     | Malaysia           | 2   | 2       | 1      | 5      |
| 13     | Scozia             | 1   | 4       | 4      | 9      |
| 14     | Irlanda del Nord   | 1   | 3       | 3      | 7      |
| 15     | Isola di Man       | 1   | 0       | 0      | 1      |
| 16     | Giamaica           | 0   | 4       | 8      | 12     |
| 17     | Bermuda            | 0   | 1       | 0      | 1      |
| 18     | Bahamas            | 0   | 1       | 0      | 1      |
| 19     | Guyana             | 0   | 1       | 0      | 1      |
| 20     | Uganda             | 0   | 1       | 0      | 1      |
| 21     | Papua Nuova Guinea | 0   | 1       | 0      | 1      |
| 22     | Barbados           | 0   | 0       | 1      | 1      |
| Total  | Total              | 110 | 110     | 120    | 340    |